# سيرجيو جوري
سيرجيو جوري (بالإيطالية: Sergio Gori)‏ (مواليد 24 فبراير 1946) هو لاعب كرة قدم. يلعب مع منتخب إيطاليا لكرة القدم. سبق له أن لعب في كأس العالم لكرة القدم مع منتخب بلاده.

## روابط خارجية
- سيرجيو جوري على موقع الاتحاد الدولي (مؤرشف)  (الإنجليزية)
- سيرجيو جوري على موقع قاعدة بيانات كرة القدم.إي يو (الإنجليزية)
- سيرجيو جوري على موقع ناشيونال فوتبول تيمز (الإنجليزية)
- سيرجيو جوري على موقع عالم كرة القدم.نت (الإنجليزية)